# Автомобільна промисловість у Чехії

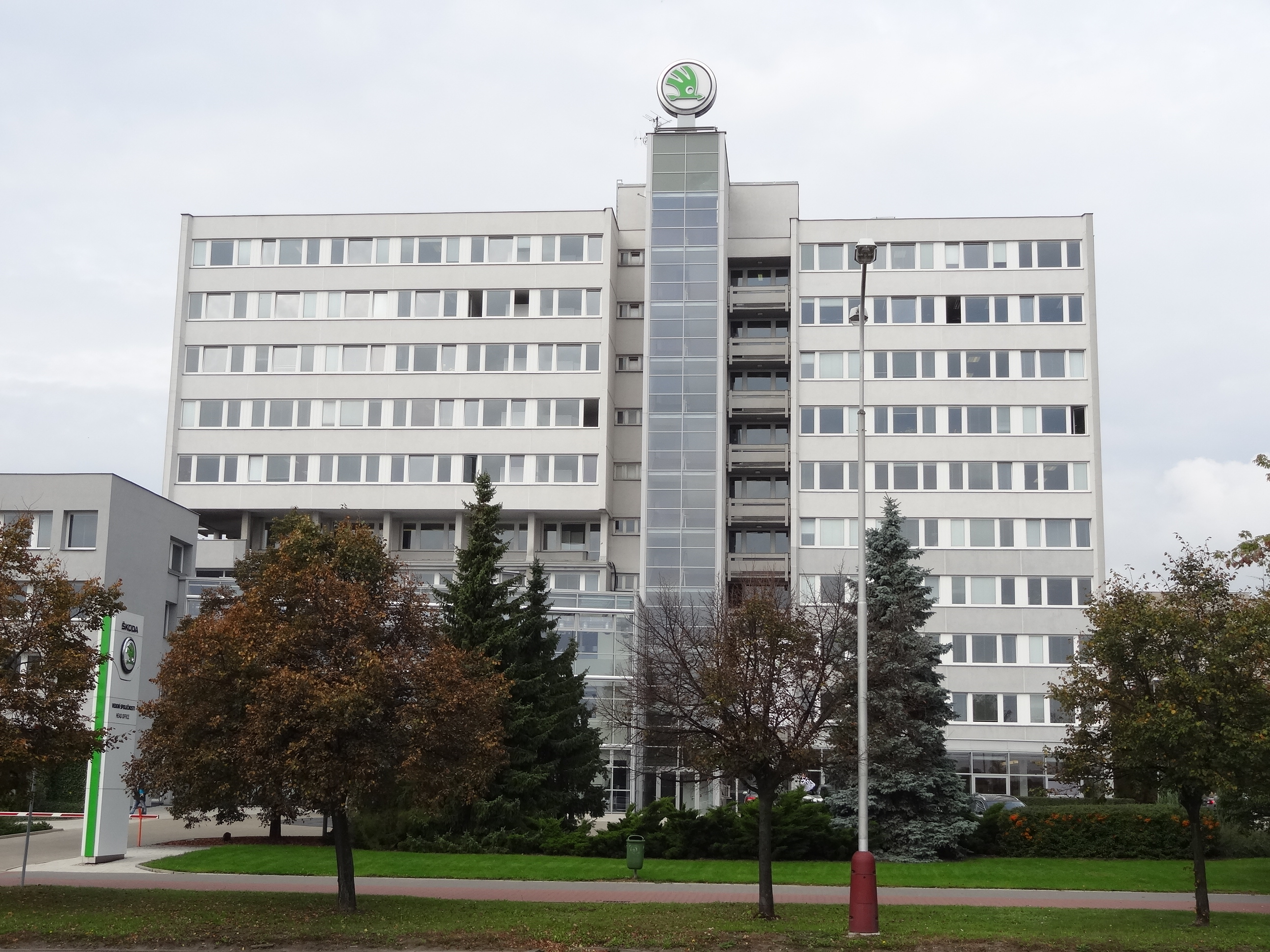
Штаб-квартира Škoda Auto

Автомобільна промисловість Чехії — галузь економіки Чехії.
До Другої світової війни автомобільна промисловість була значною і передовою частиною економіки колишньої Чехословаччини. В результаті війни виробництво автомобілів впало. Однак післявоєнна соціалістична Чехословаччина відновила власне виробництво автомобілів, і стала другим (після Польщі) виробником автомобілів в Східній Європі поза межами Союзу Радянських Соціалістичних Республік (СРСР), виробляючи 250,000 транспортних засобів усіх типів в рік, зокрема автомобілів і тролейбусів Škoda, вантажних автомобілів і трамваїв Tatra, автобусів Karosa.
Після розпаду країни, Чехія успадкувала більшу частину своїх виробничих потужностей, а згодом автомобільна промисловість зросла в багато разів завдяки німецьким, французьким, японським та південнокорейським  інвестиціям. 
В даний час Чехія є найбільшим східноєвропейським і одним зі значущих європейських (6-те місце) та світових (15-те місце) автовиробників, експортує продукцію у країни Співдружності Незалежних Держав (СНД), Європи та навіть в Сполучені Штати Америки (США). Річний обсяг виробництва складає 1,2–1,4 мільйона автомобілів на рік. Автомобільна промисловість також відіграє дуже значну роль у чеському експорті. У січні 2010 року 54,3% експорту становили машини та транспортне обладнання. При цьому, в Чехії виробляються автомобілі як оригінальних чеських брендів Škoda (належить Volkswagen Group з 2000 року) і Tatra, так і зарубіжних на складальному заводі HMMC (Hyundai Motor Manufacturing Czech) та підприємстві TMMCZ (Toyota Motor Manufacturing Czech Republic), яке раніше було відоме як TPCA (Toyota Peugeot Citroën Automobile Czech).

## Історія

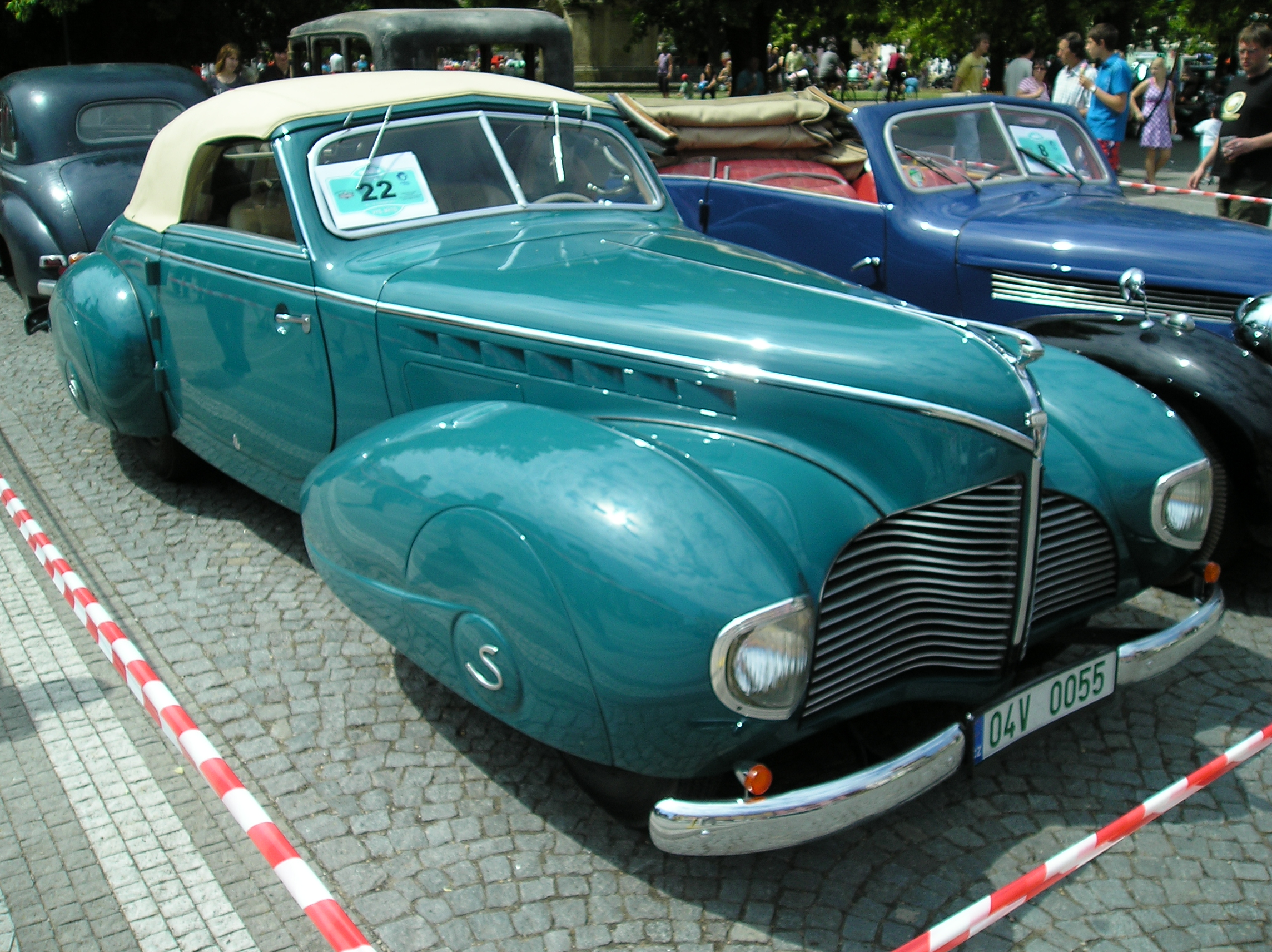
Aero 50 Dynamik-Sodomka (1939)

Празький годинникар і механік Йозеф Божек був першим, хто створив самохідний екіпаж на території сучасної Чехії. У 1815 році він представив плід своєї десятирічної роботи — паромобіль, який вважається одним з перших паромобілів в світі після екіпажів француза Ніколя-Жозефа Кюньо і англійця Річарда Тревітіка.
Божек експлуатував своє творіння кілька років, після чого використовував паровий двигун вже окремо від самого транспортного засобу. Надалі богемський конструктор займався пароплавами і залізничним транспортом, а також здобув популярність як годинниковий майстер.
Вже в 1897 році компанія «Nesselsdorfer Wagenbau-Fabriksgesellschaft» (майбутня Tatra) зі Східної Моравії випустила свій перший легковик під назвою «Präsident», а роком пізніше і вантажівку.

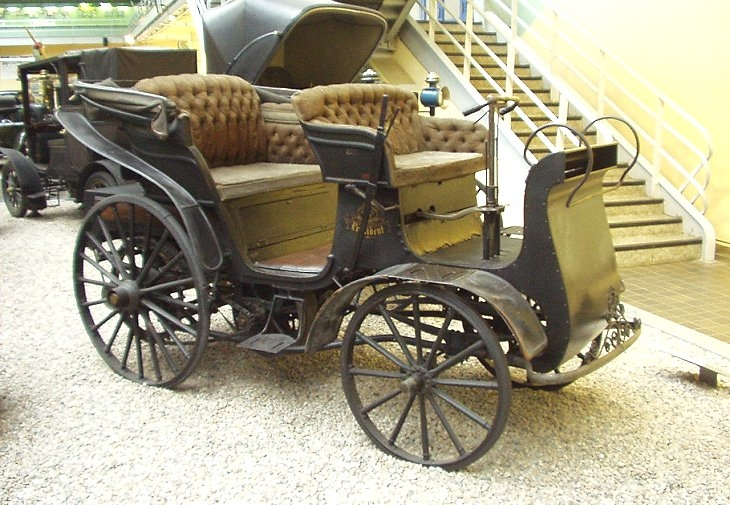
Nesselsdorf Präsident (1897)
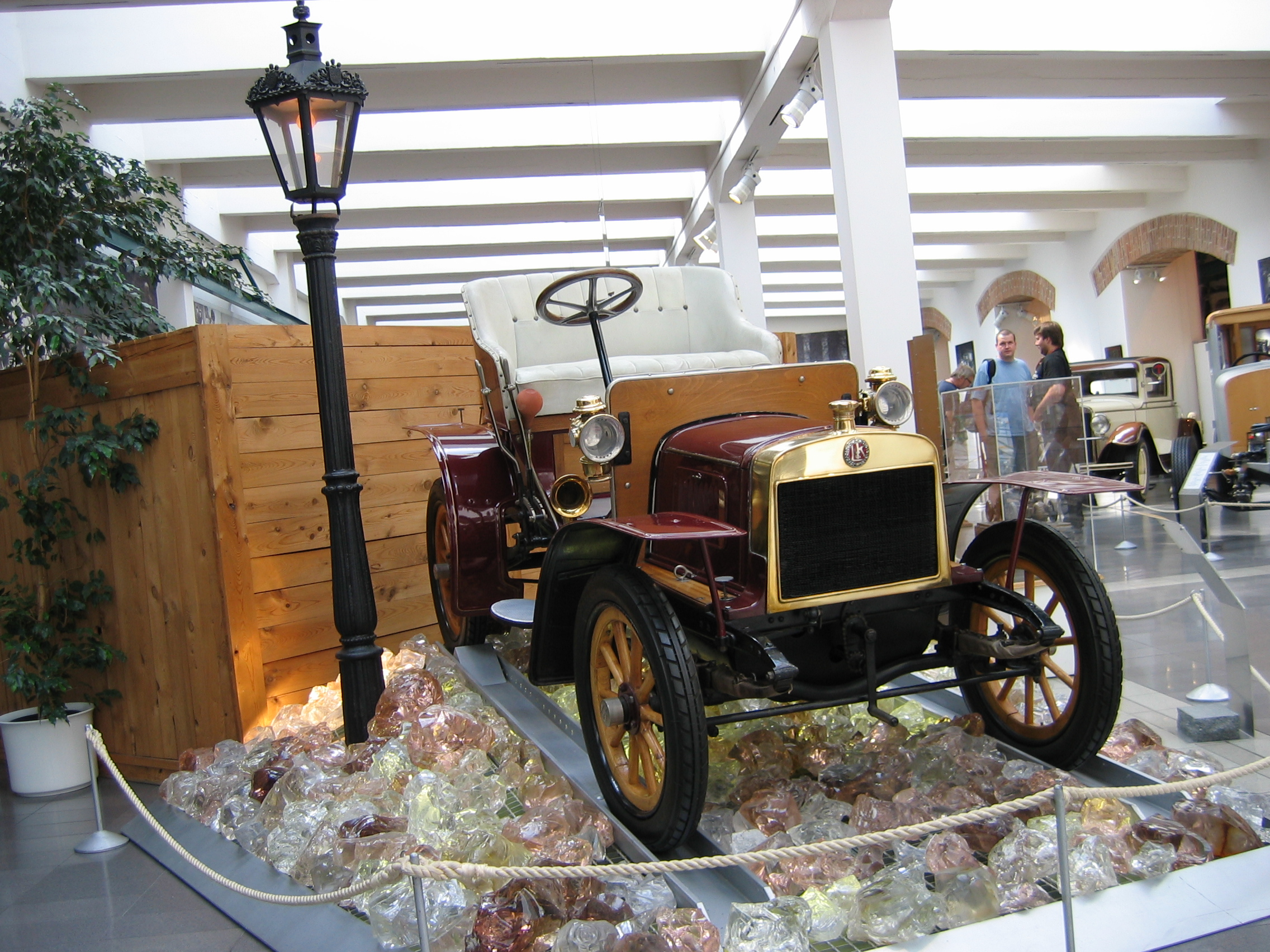
Laurin & Klement A (1905)
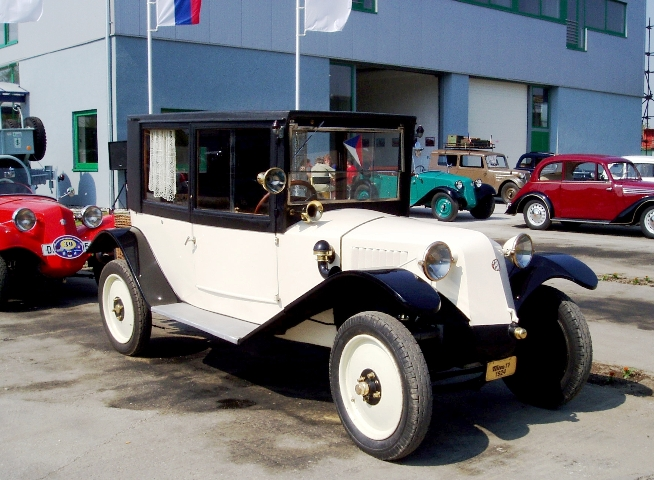
Tatra 11 (1923—1927)
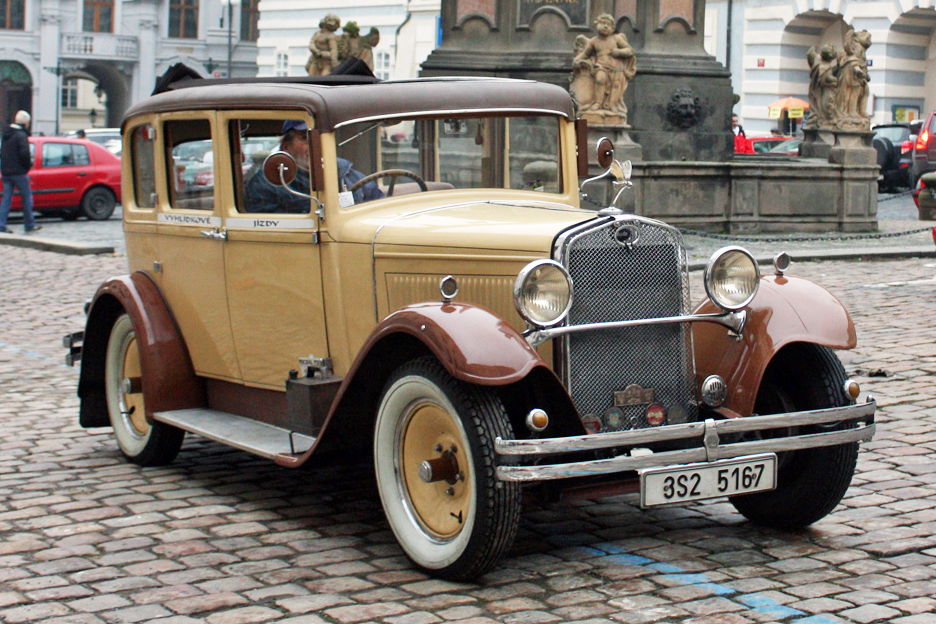
Škoda 422 (1929—1932)
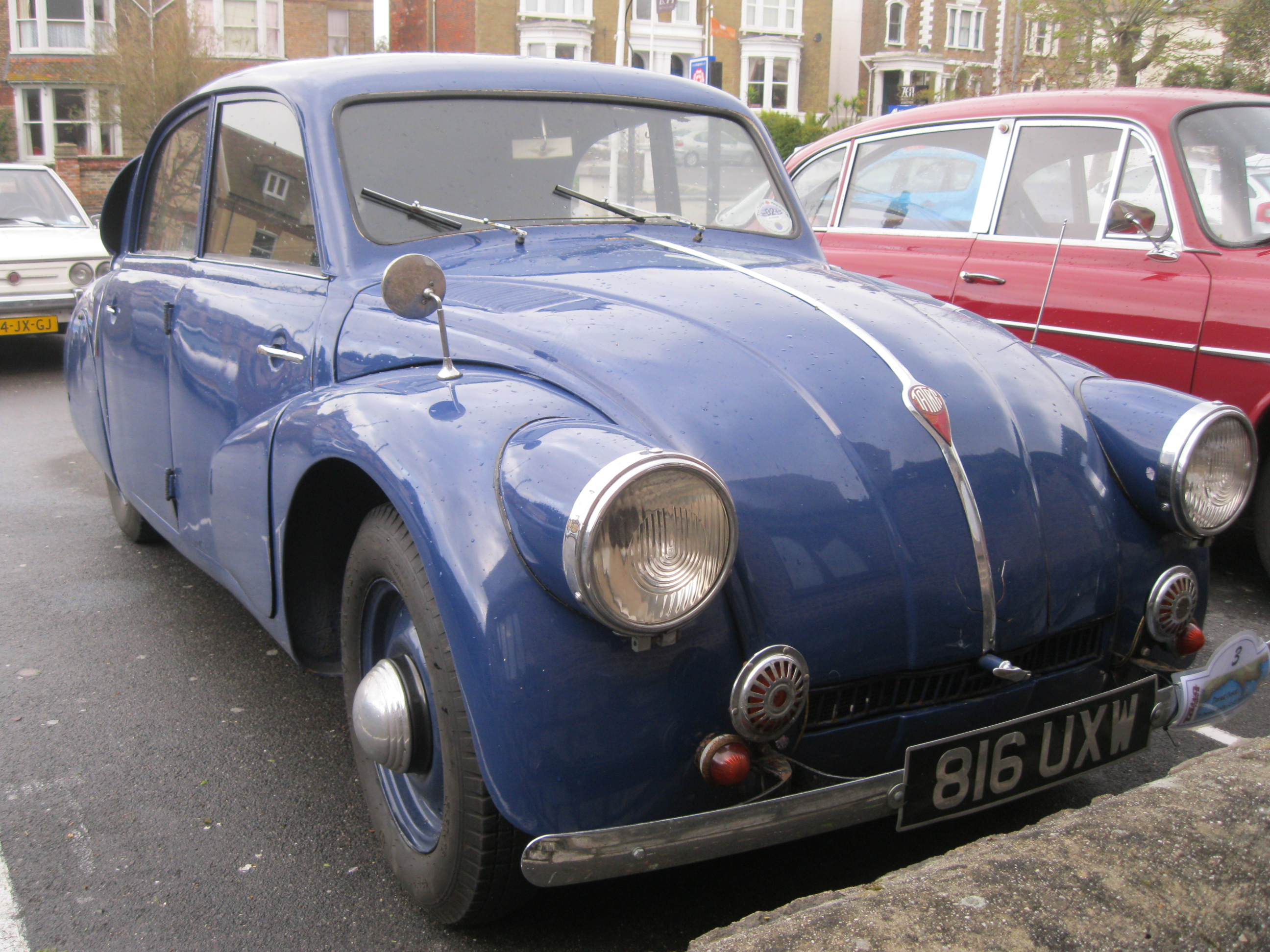
Tatra 97 (1936—1939)
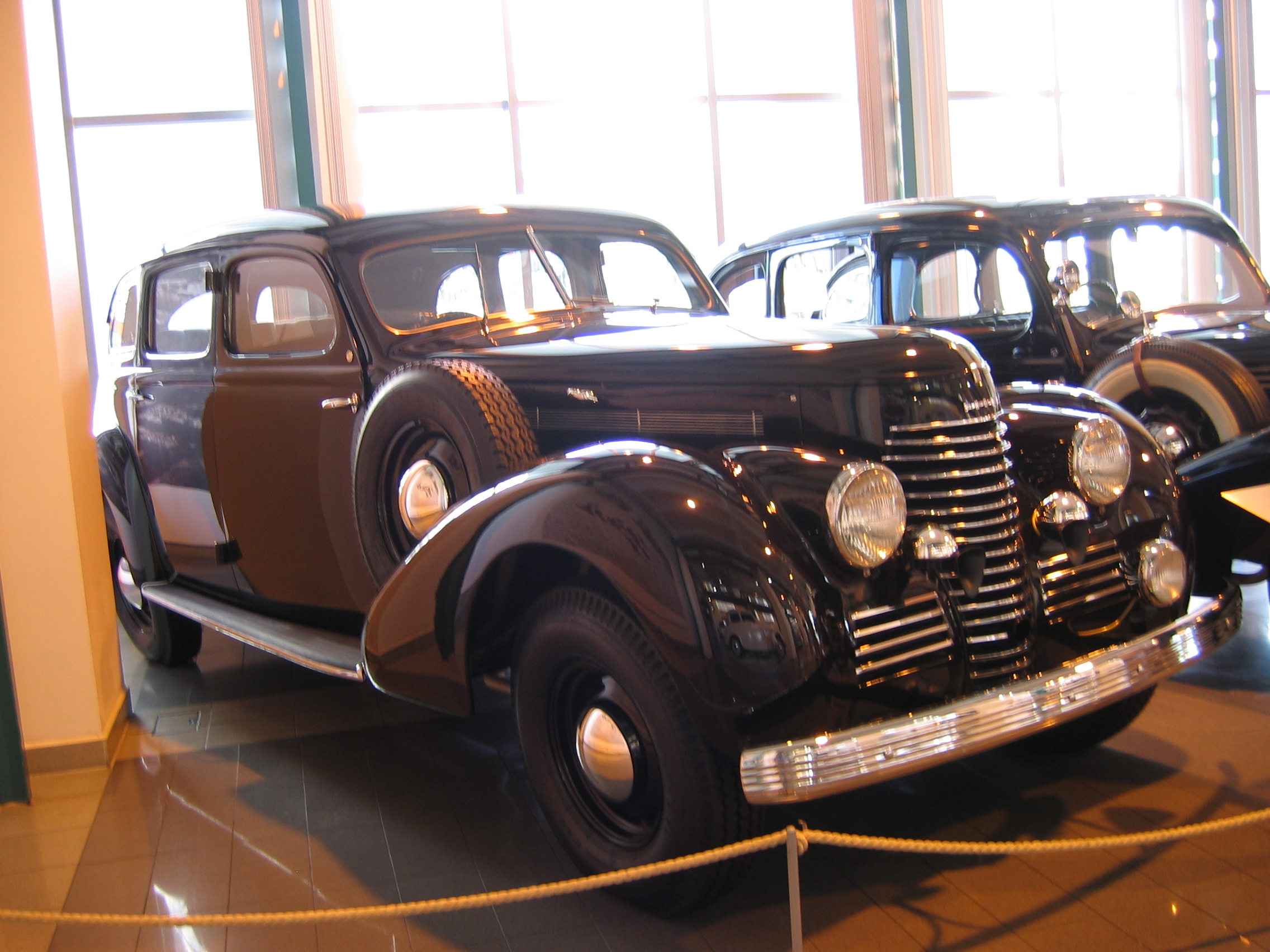
Škoda Superb (1934—1949)

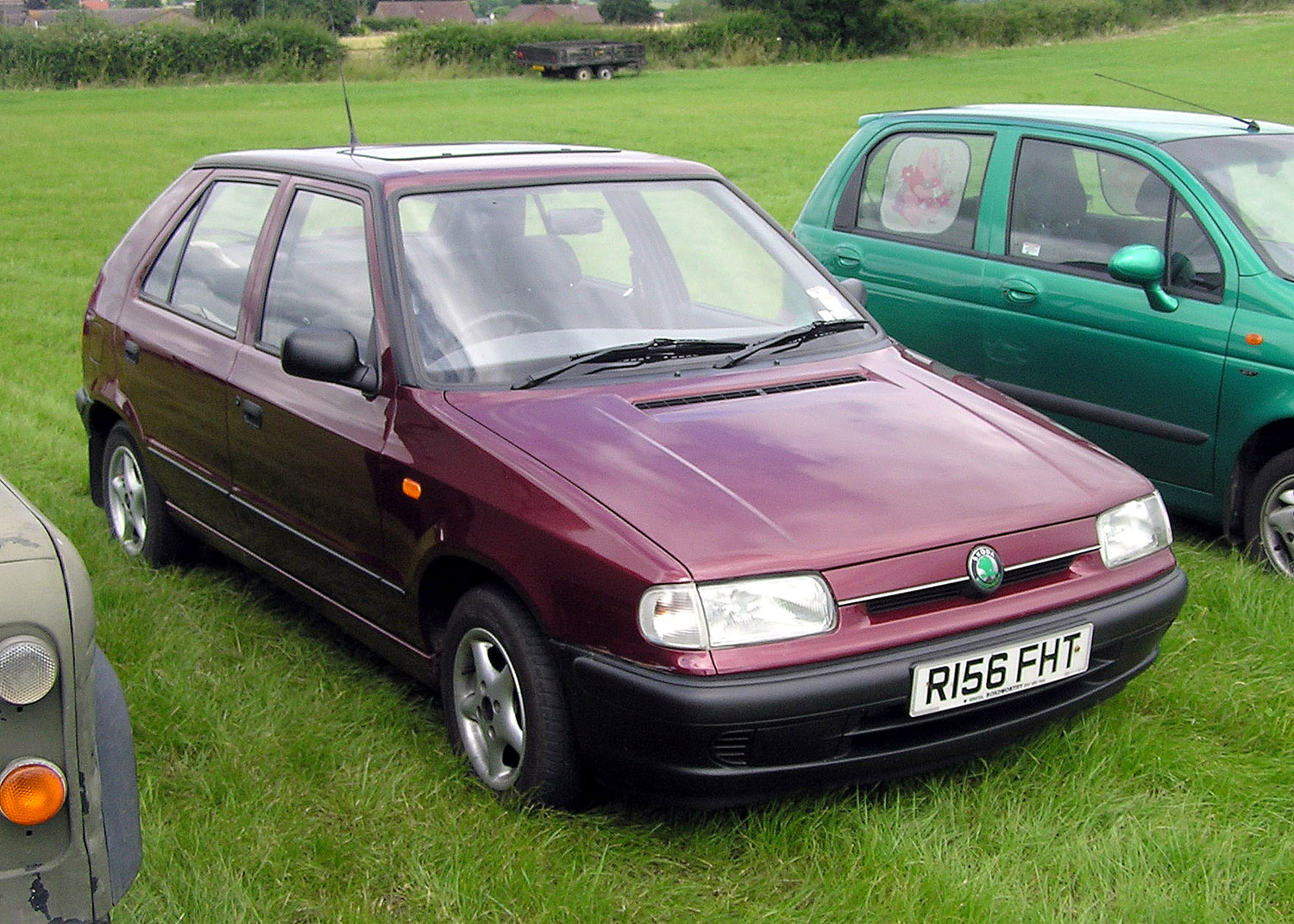
Škoda Felicia (1994—2001)

У 1930-ті роки Škoda випускала досить престижні і потужні автомобілі.
До моменту, коли Чехословаччина стала Чехословацькою Соціалістичною Республікою (11 липня 1960 року), один з найстаріших виробників автомобілів вже встиг завоювати авторитет і, відповідно, лідируючі позиції в країні.
У соціалістичній Чехословаччині автомобіль був майже таким же дефіцитом, як в Радянському Союзі. Незважаючи на те, що технологічно відразу після війни Škoda за рівнем технологій ще не сильно відставала від західноєвропейських підприємств, вже через 10—15 років різниця була добре помітна.

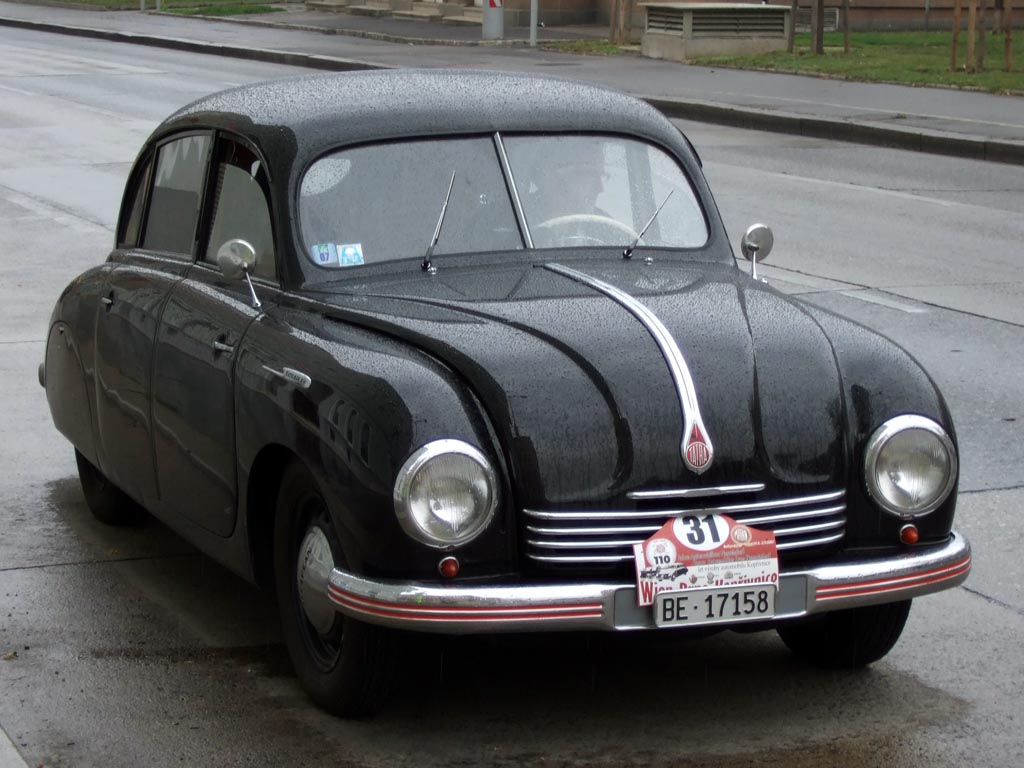
Tatra 600 Tatraplan (1946—1952)
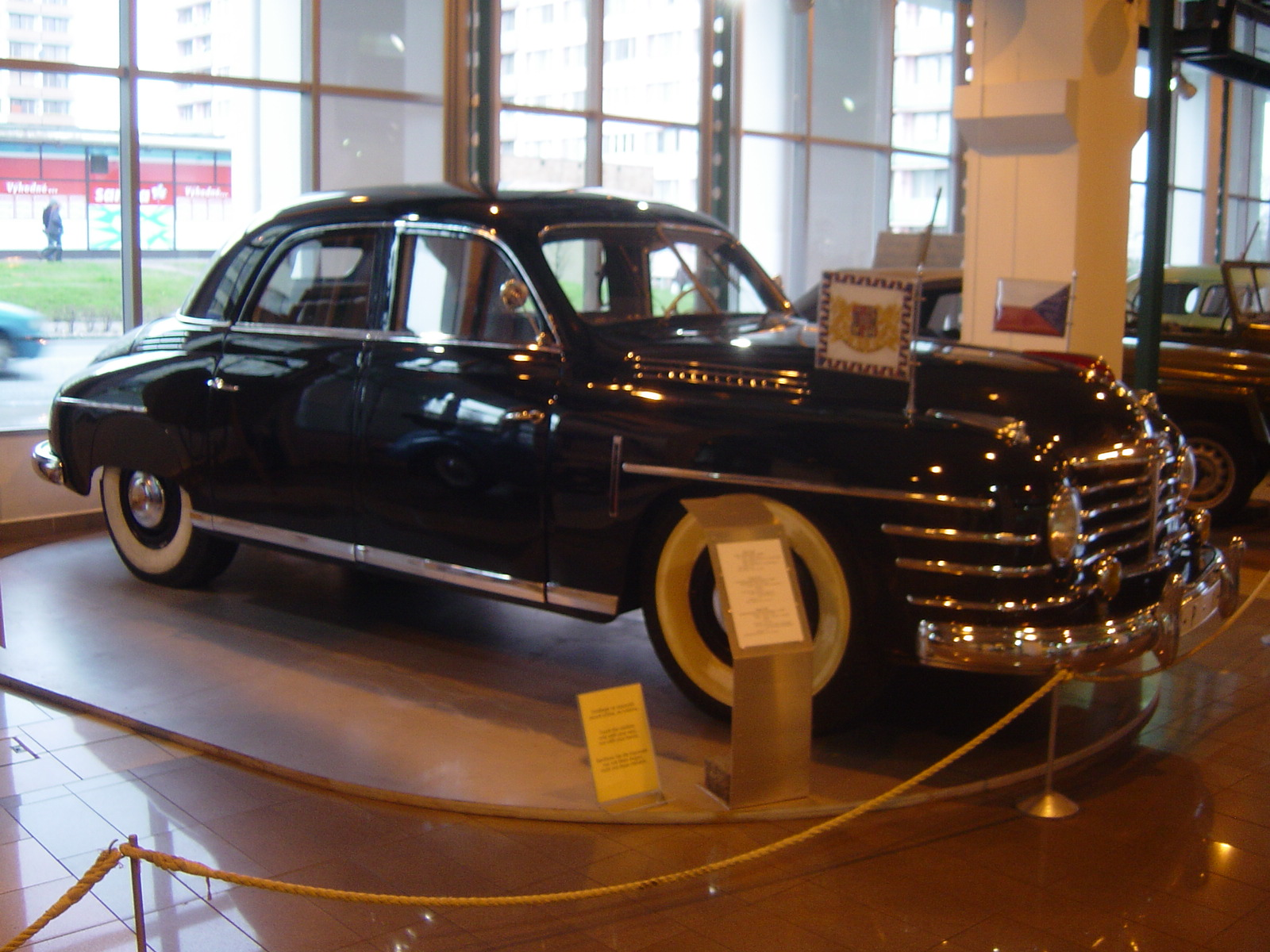
Škoda VOS (1949—1952)
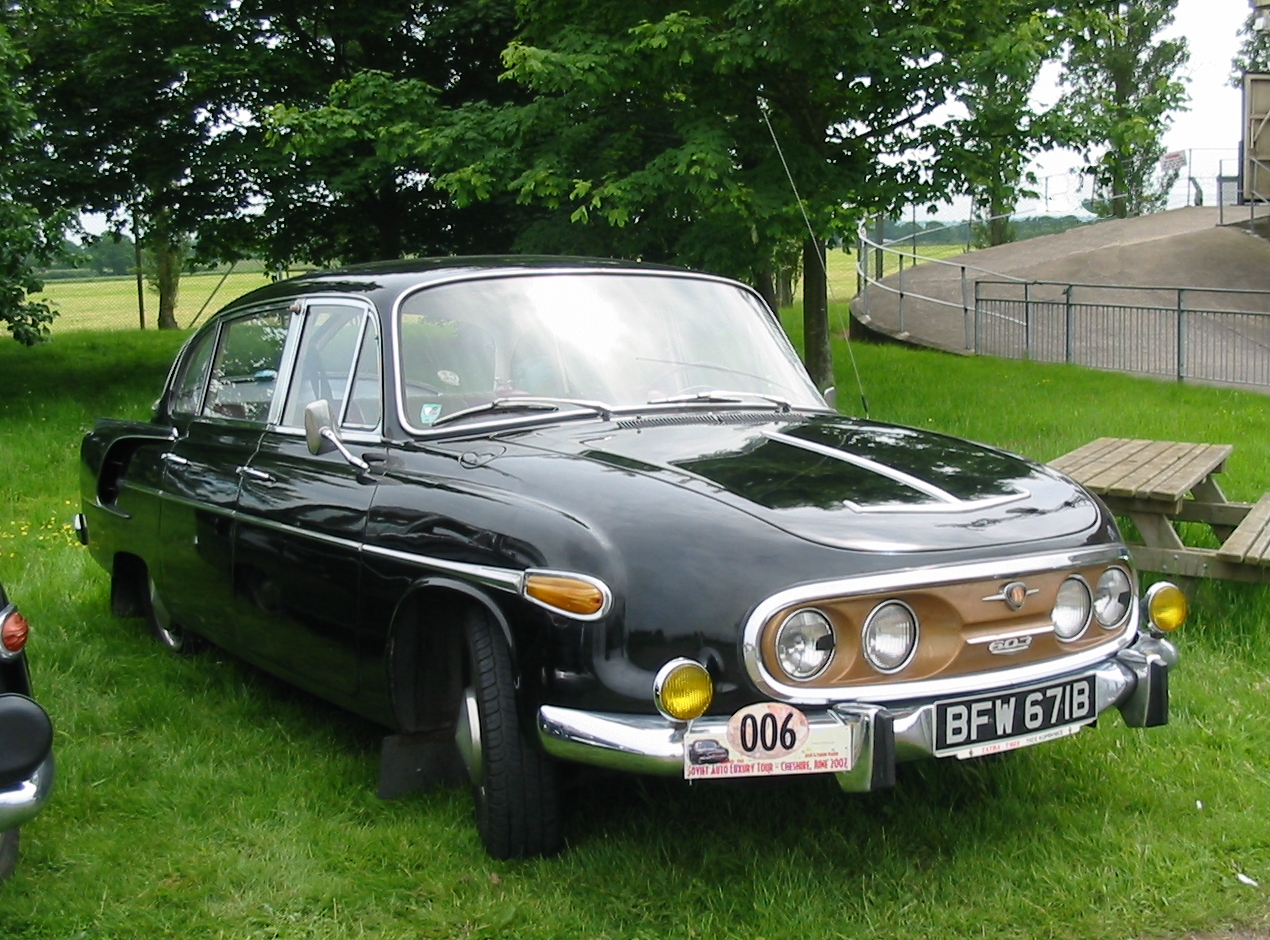
Tatra 603 (1956—1962)
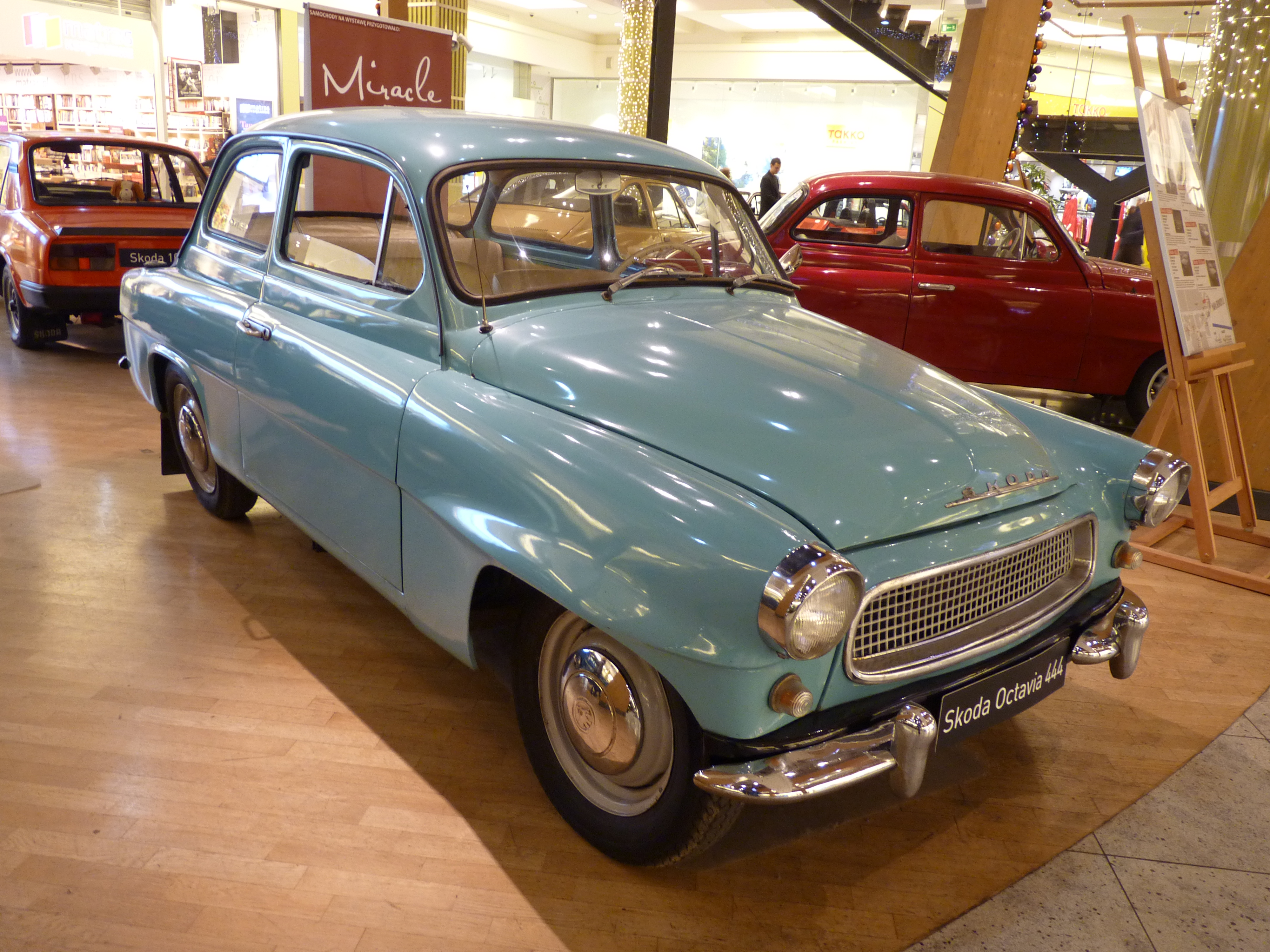
Škoda Octavia (1959—1964)
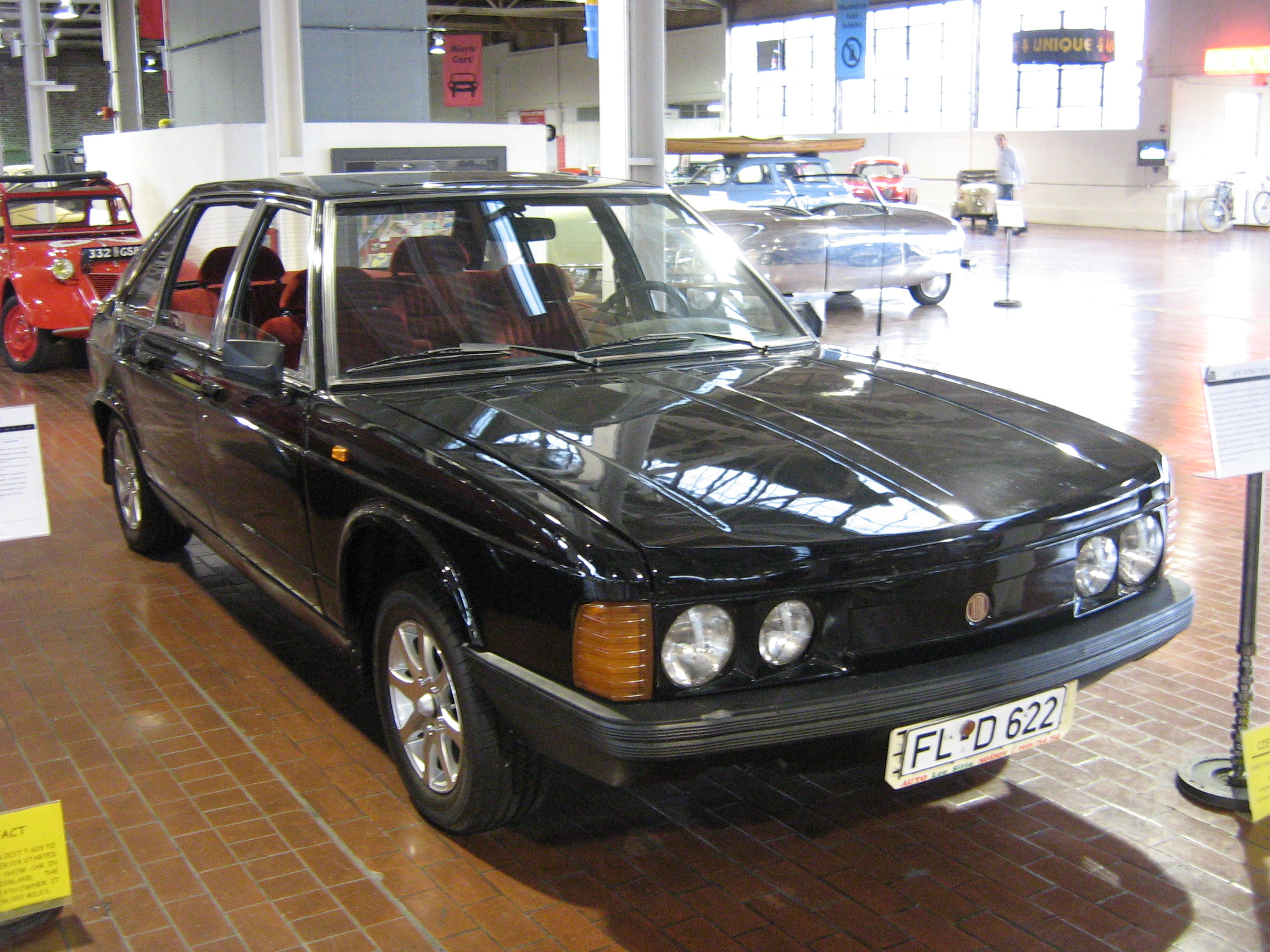
Tatra 613 (1974—1996)
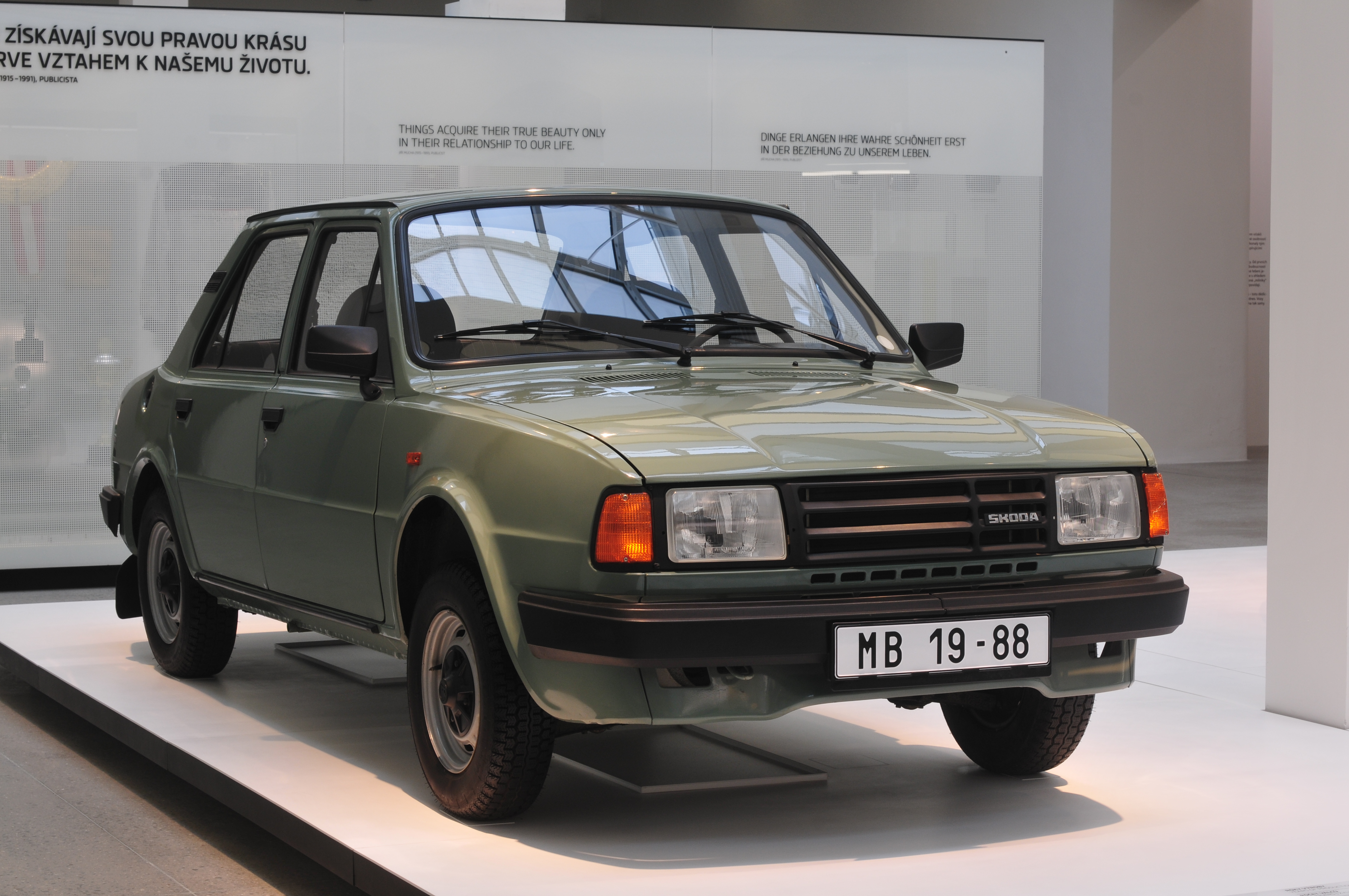
Škoda 105/120/125 (1976—1990)

## Сучасність

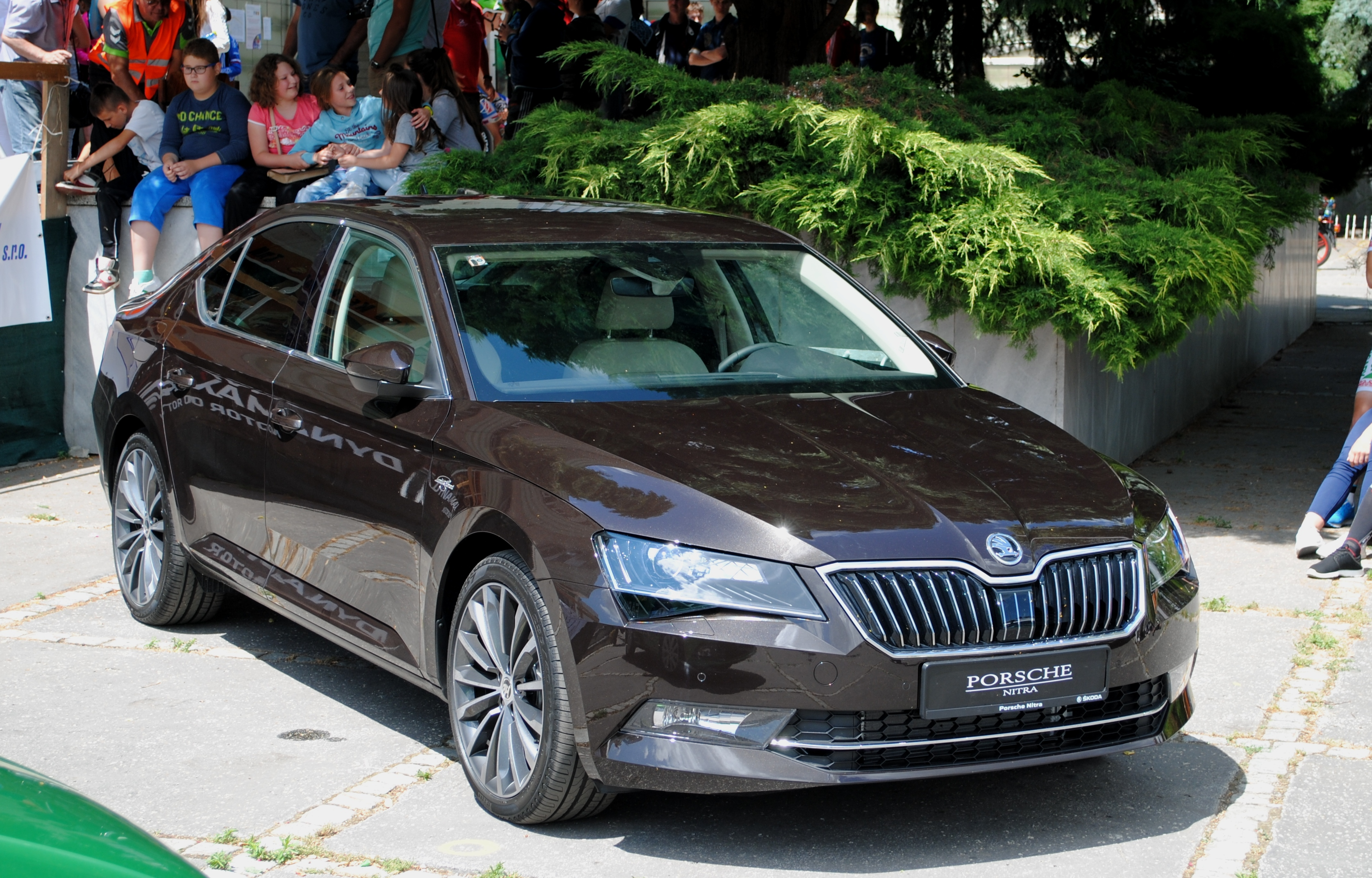
Škoda Superb B8 (2015—2024)

Багато чеських автовиробників соціалістичного періоду так і не змогли знайти своє місце під сонцем в нових економічних умовах. Локомотивом автопрому Чехії сьогодні є бренд Škoda, який виробляє приблизно 60% з понад мільйонного випуску автомобілів на рік.
У 21-му столітті цю країну також порахували для себе цікавою в якості виробничого майданчика такі гранди, як Toyota, Hyundai, Peugeot і Citroen. Таким чином, автомобільна галузь займає четверту частину всього промислового сектора Чехії, а на автопром цієї держави працюють приблизно 160,000 осіб.

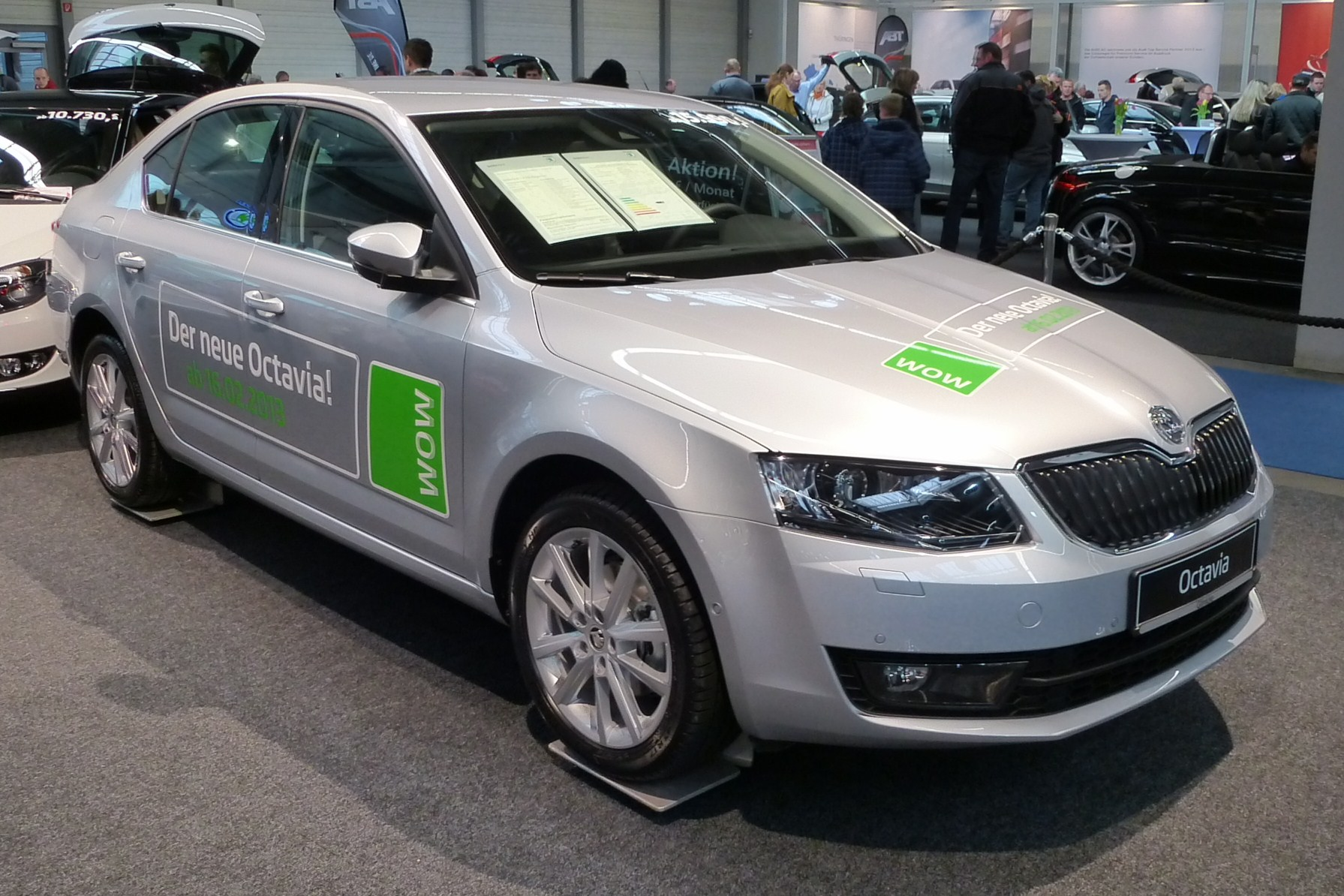
Škoda Octavia III (2013—2020)
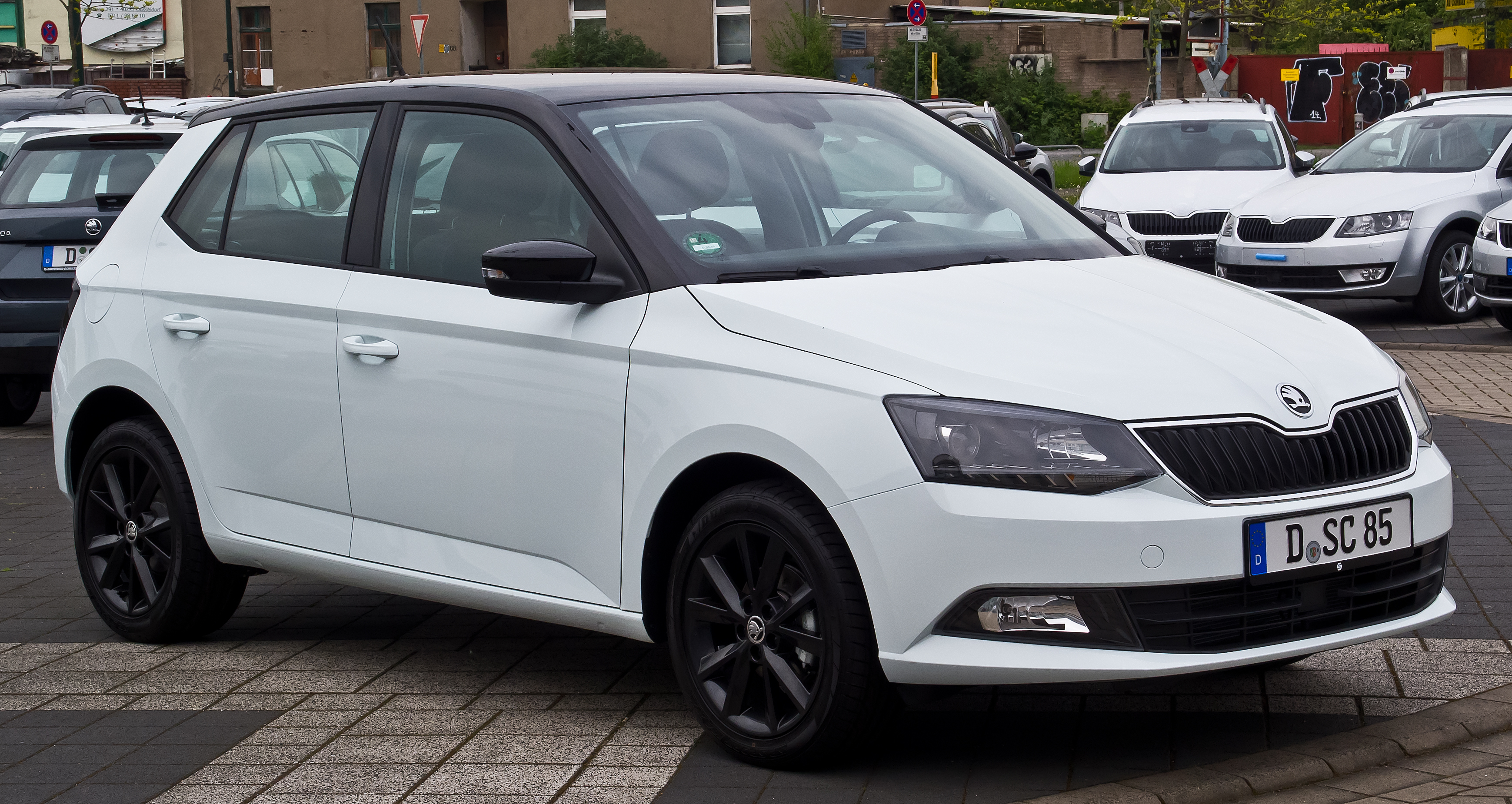
Škoda Fabia III (2015—2021)
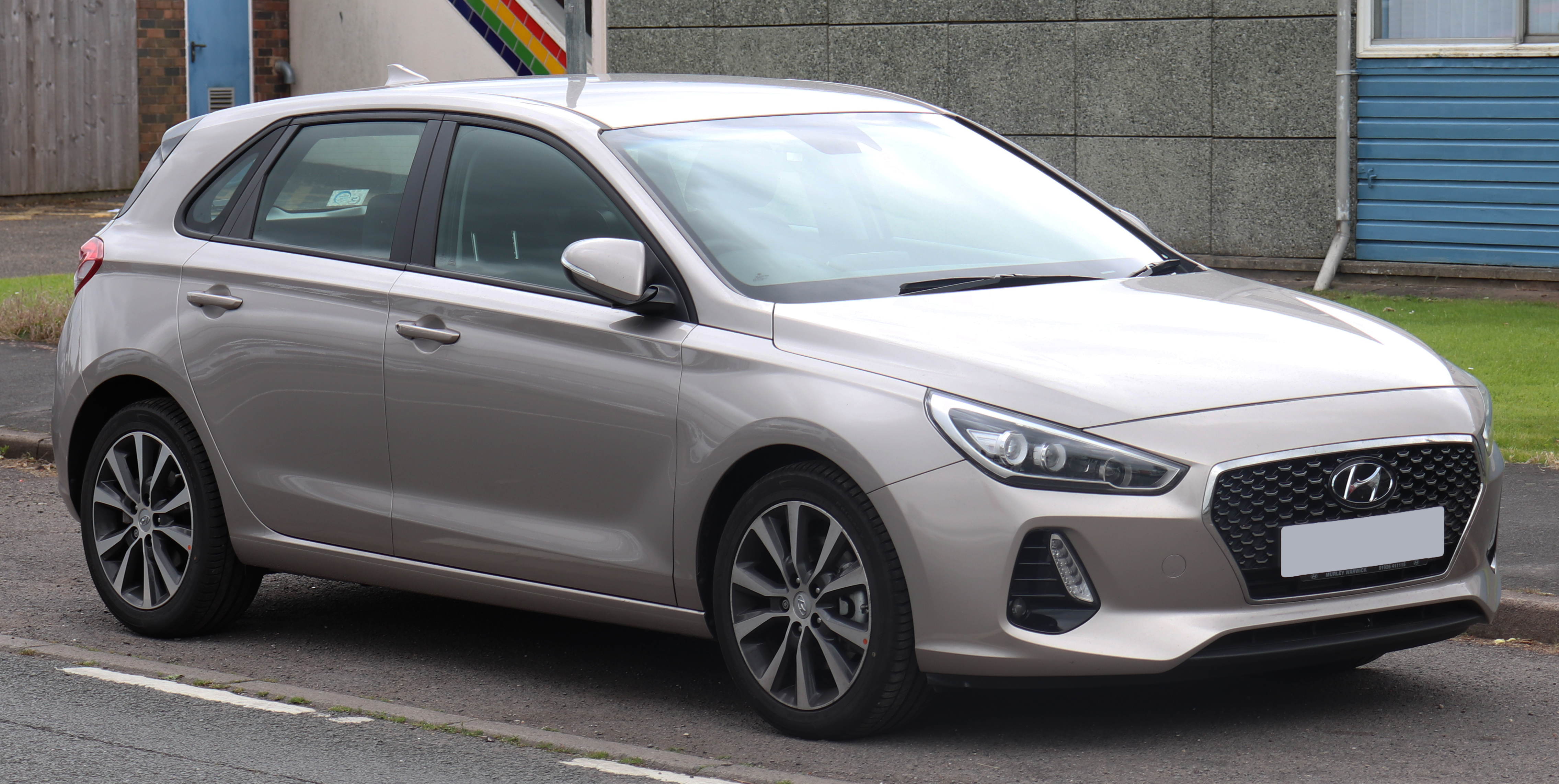
Hyundai i30 III (2017—наш час)
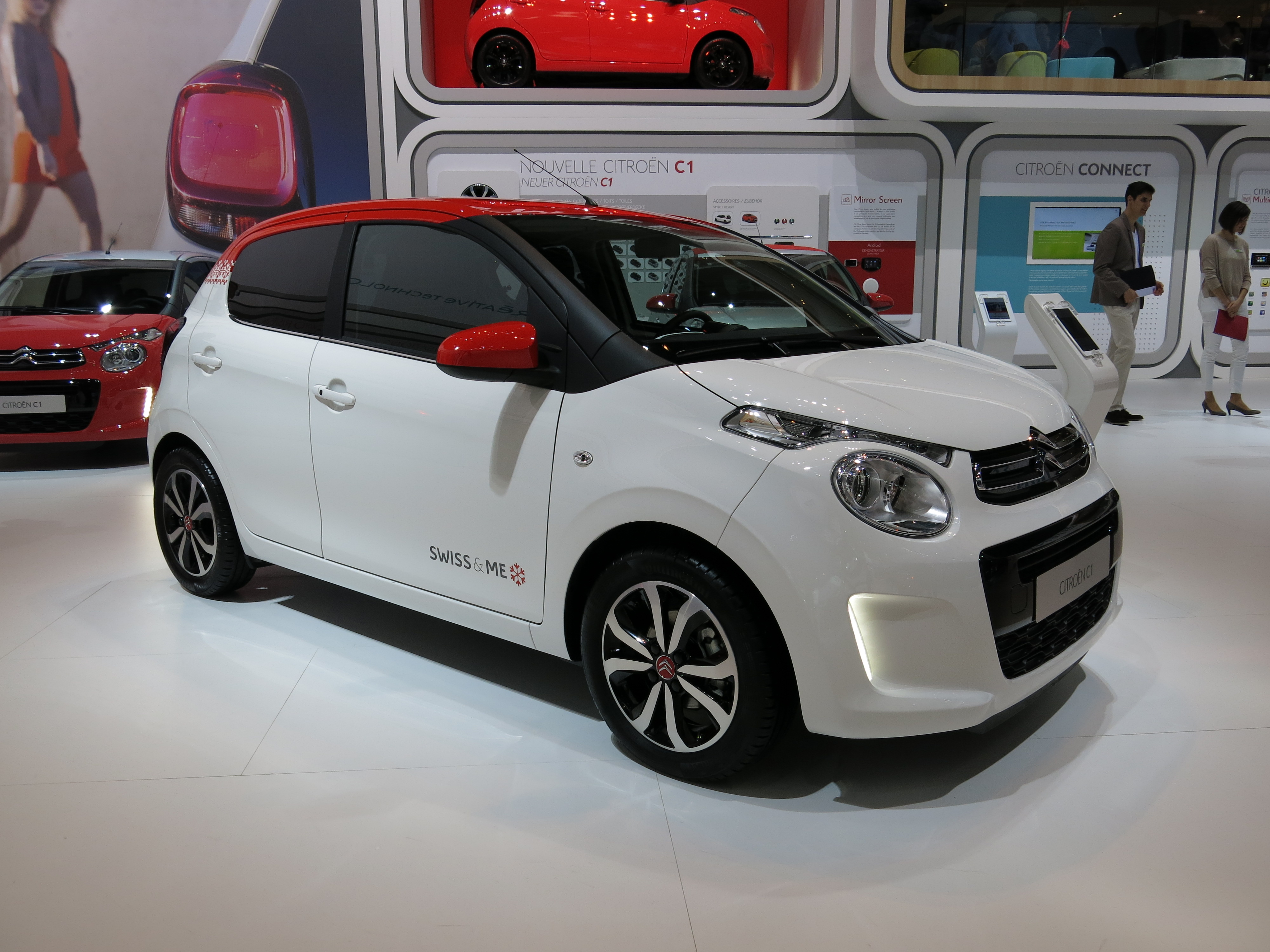
Citroën C1 (2014—2021)
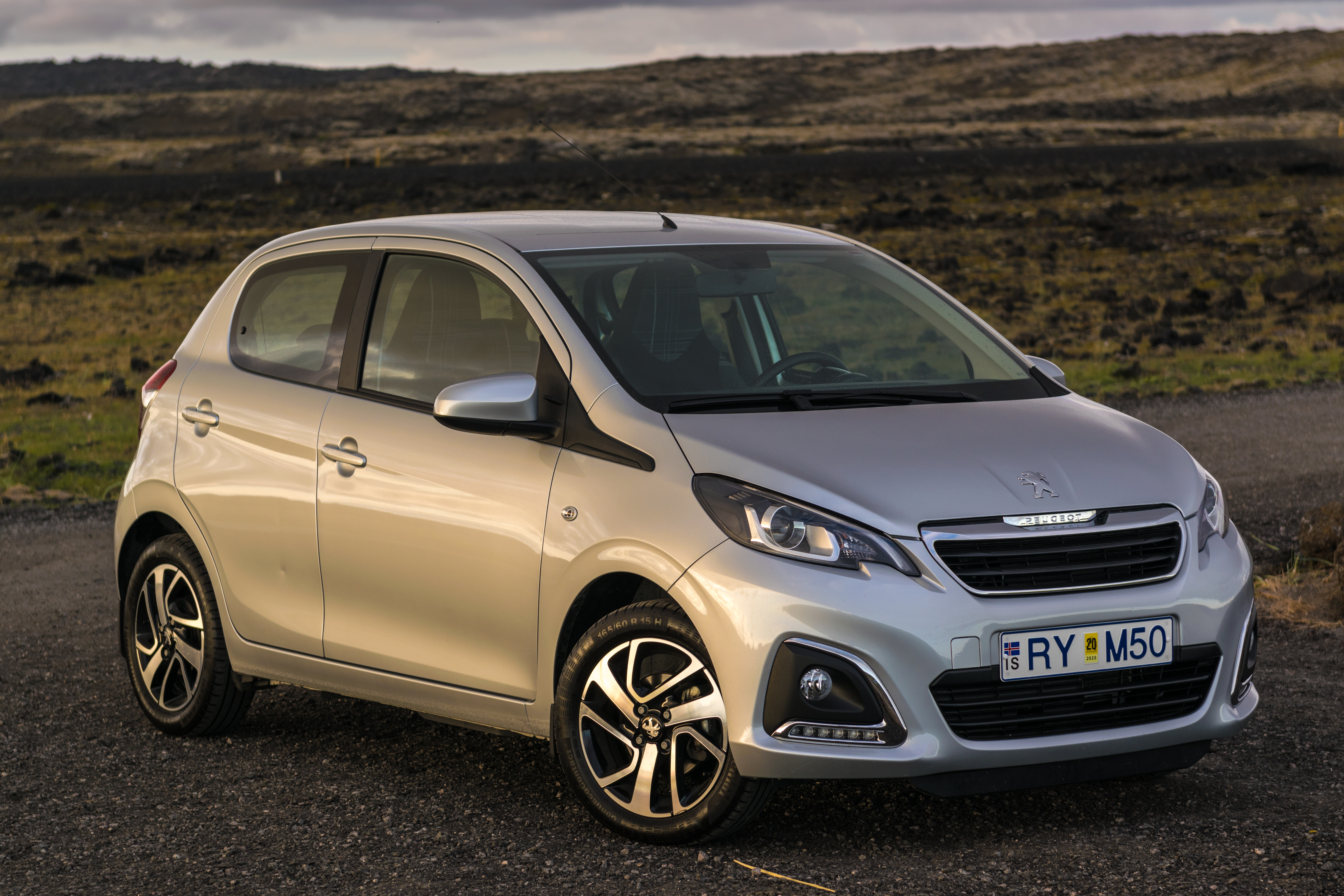
Peugeot 108 (2014—2021)
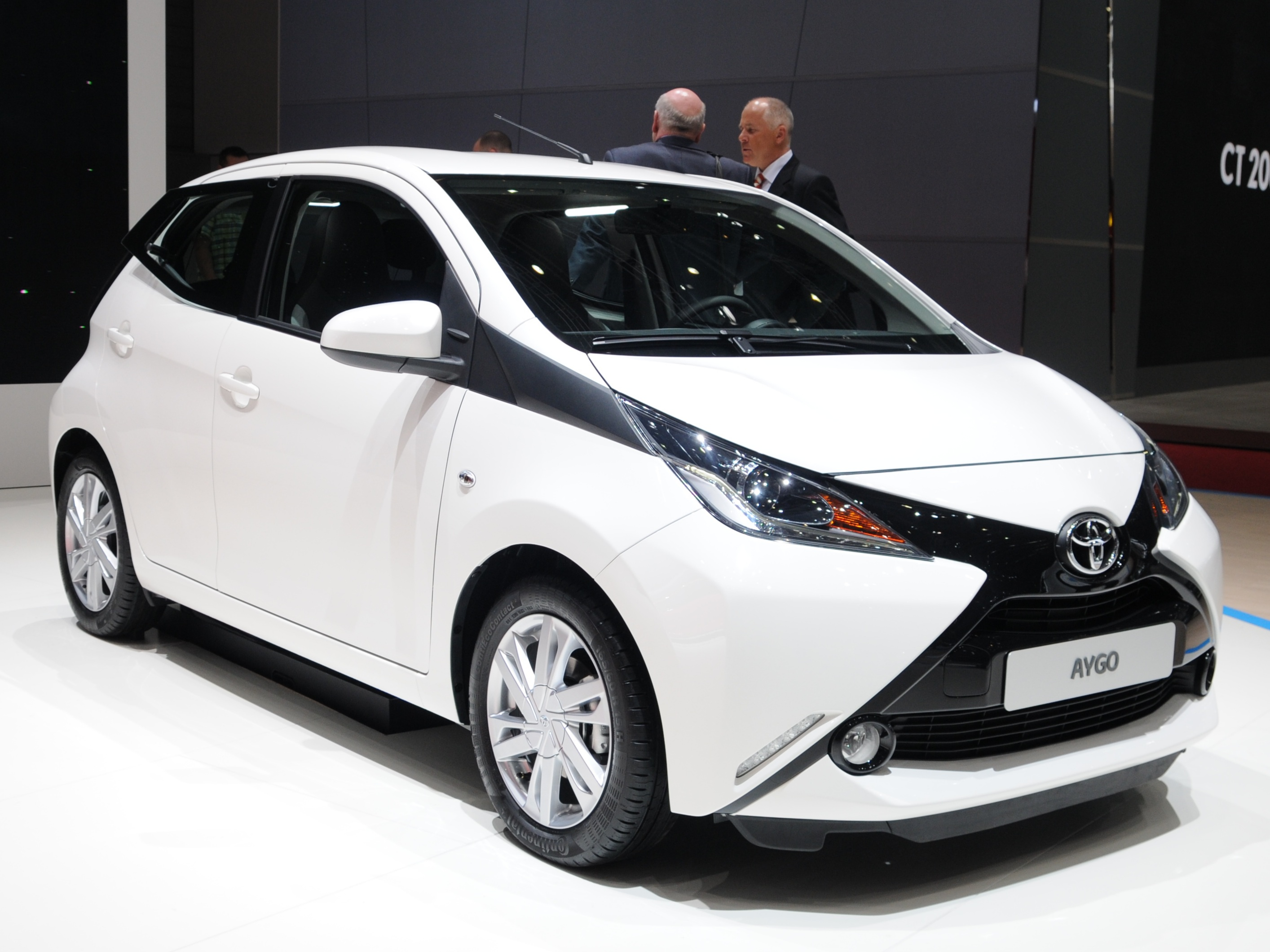
Toyota Aygo (2014—2021)

## Виробники

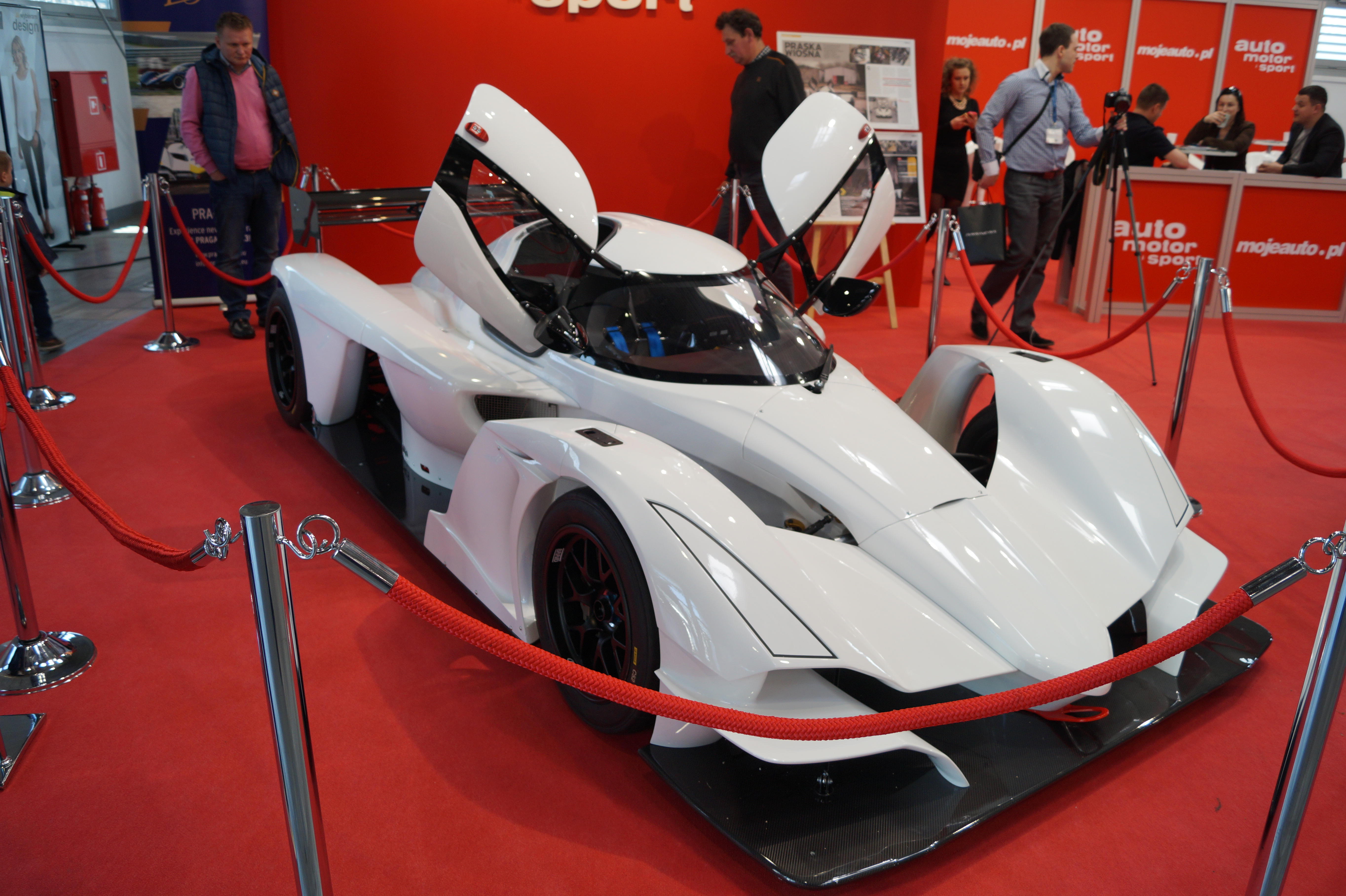
Praga R1 (2012—наш час)

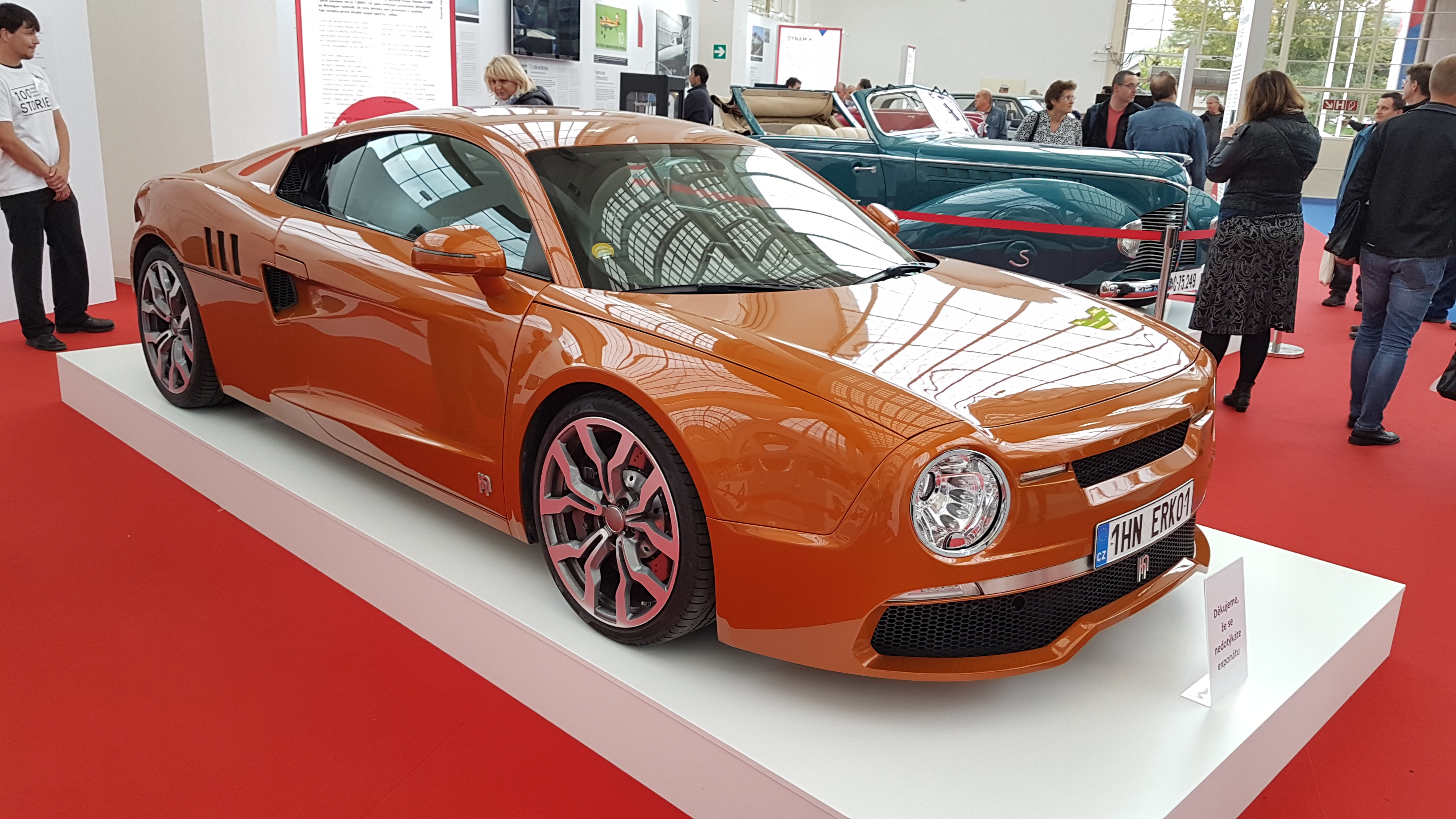
HN R200 (2016—наш час)

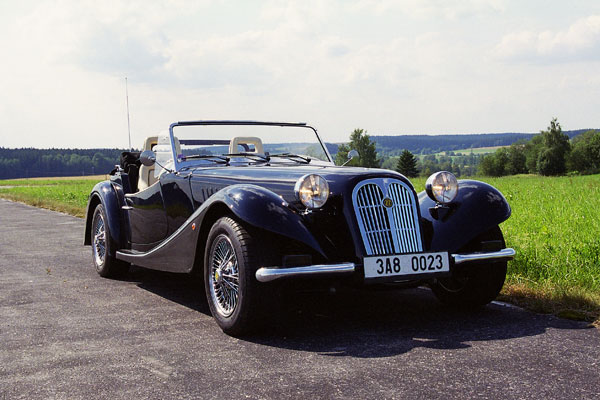
Gordon Roadster (2003—наш час)

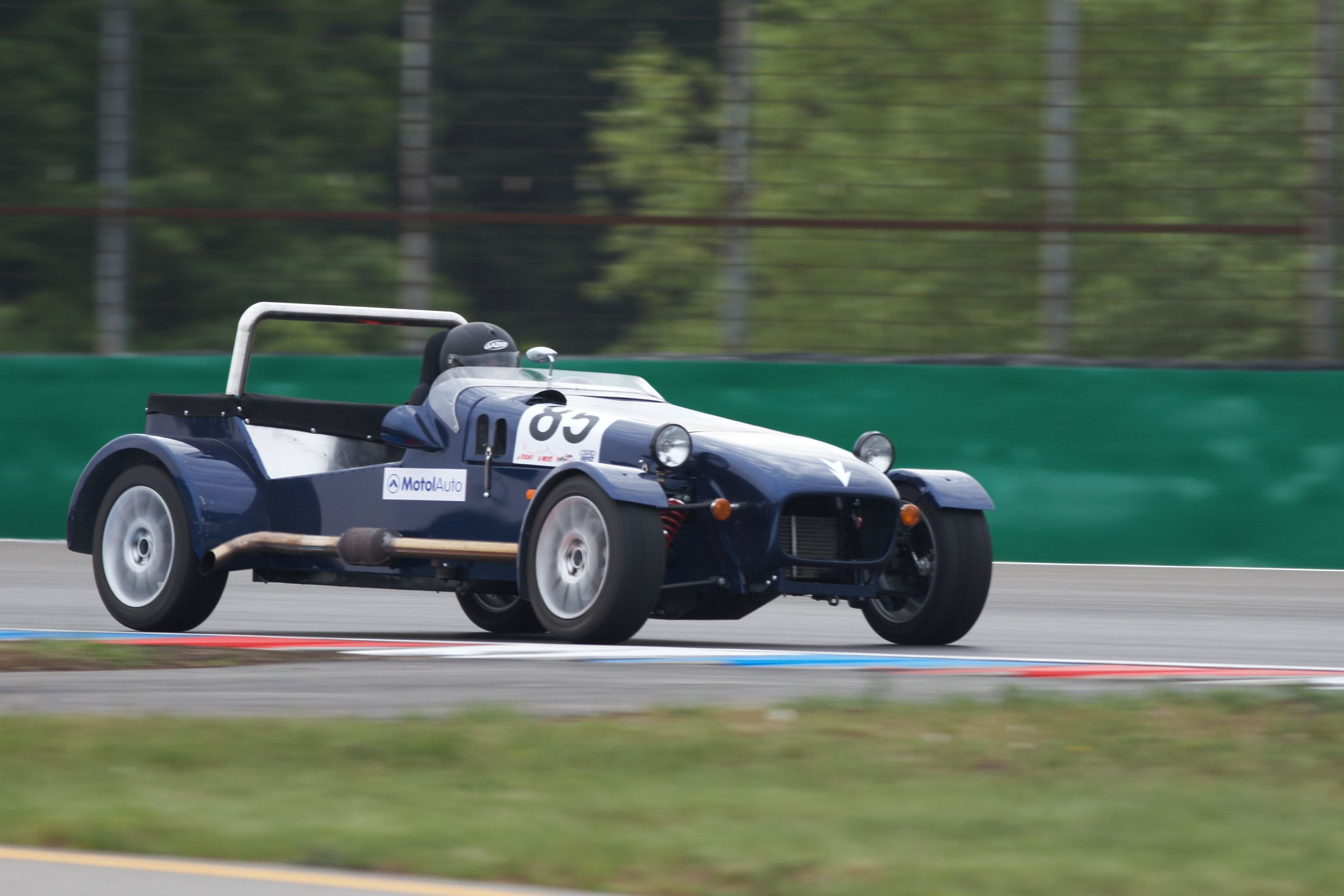
Kaipan 57 (2002—наш час)

### Активні виробники
Чеські великі:
- Škoda Auto (1895—наш час)
- Tatra (1897—наш час)

Чеські малі:
- Karosa (1948—наш час)
- Gordon (1997—наш час)
- Kaipan (1997—наш час)
- MTX (1970—наш час)
- Praga-Export (2011—наш час)
- Velorex-X-Strike (2010—наш час)
- Hoffmann&Novague (2015—наш час)

Іноземні:
- Hyundai Motor Manufacturing Czech (2006—наш час)
- Toyota Motor Manufacturing Czech Republic (2002—наш час)

### Неіснуючі виробники
- Aero (1929—1947)
- Laurin & Klement (1895—1925)
- Jawa (1929—прибл. 1972)
- Praga (1907—1935)
- RAF (1907—1913)
- Velorex (1951—1971)
- Walter (1911—1954)
- Wikov (1925—1937)
- Zbrojovka Brno (1923—1936)
- Aspa (1924—1925)
- Avia (1946—2012)
- C.A.S. (1920)
- Disk (1924)
- Ecora
- Elpo
- Enka (1926—1930)
- ESO (1957)
- FRM (1935)
- Gatter (1926—1937)
- Gnom (1921—1924)
- Hakar
- ISIS (1922—1924)
- K.A.N.[de] (1911—1914)
- Kolowrat (прибл. 1920)
- Kohout (1905)
- Kroboth (1930—1933)
- LIAZ (1907—2009)
- Linser (1906)
- Magda (1948)
- Myron (1934)
- Nesselsdorfer Wagenbau-Fabriks-Gesellschaft (1850—1023)
- Orion (1930)
- Panek (1921)
- Premier (1913—1914)
- Ringhoffer (1923)
- RULO
- Sibrava (1921—1929)
- Slatinany (1912)
- Start (1921—1931)
- Stelka (1920—1922)
- Trimobil (1922)
- Vaja (1929—1930)
- Vechet (1911—1914)
- Velox (1907—1910)

## Обсяг виробництва за роками

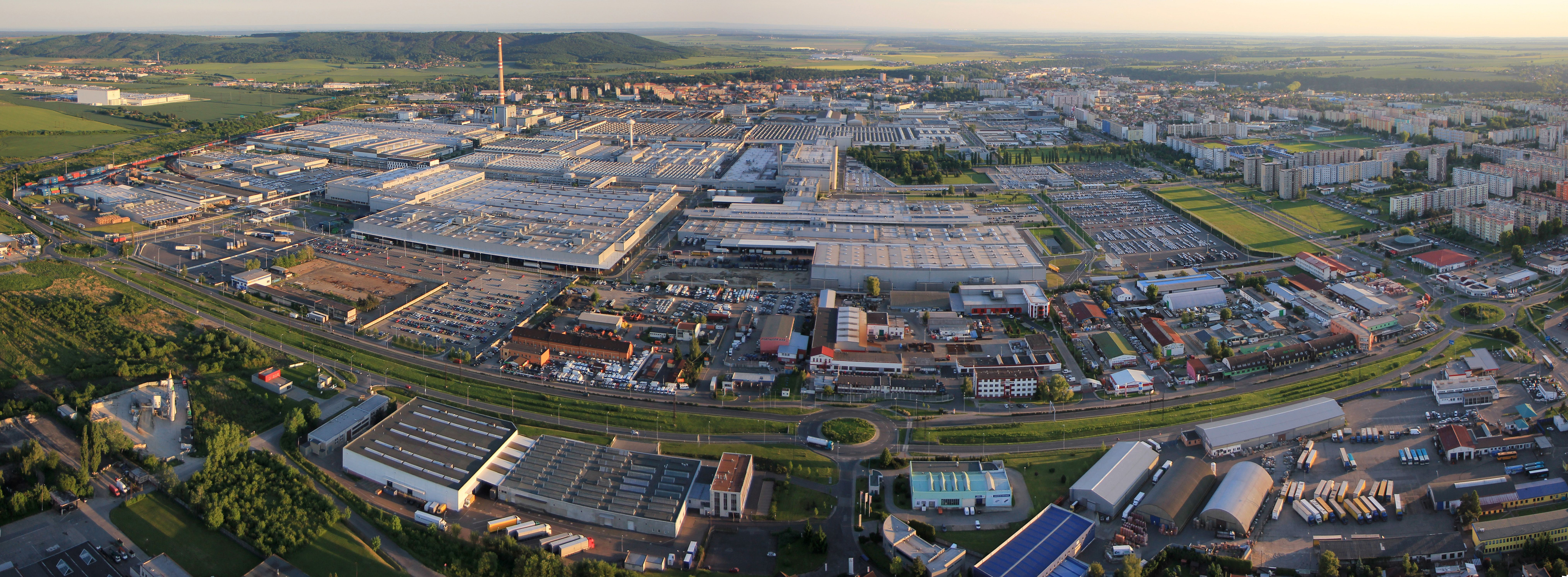
Завод Škoda Auto (Млада-Болеслав)

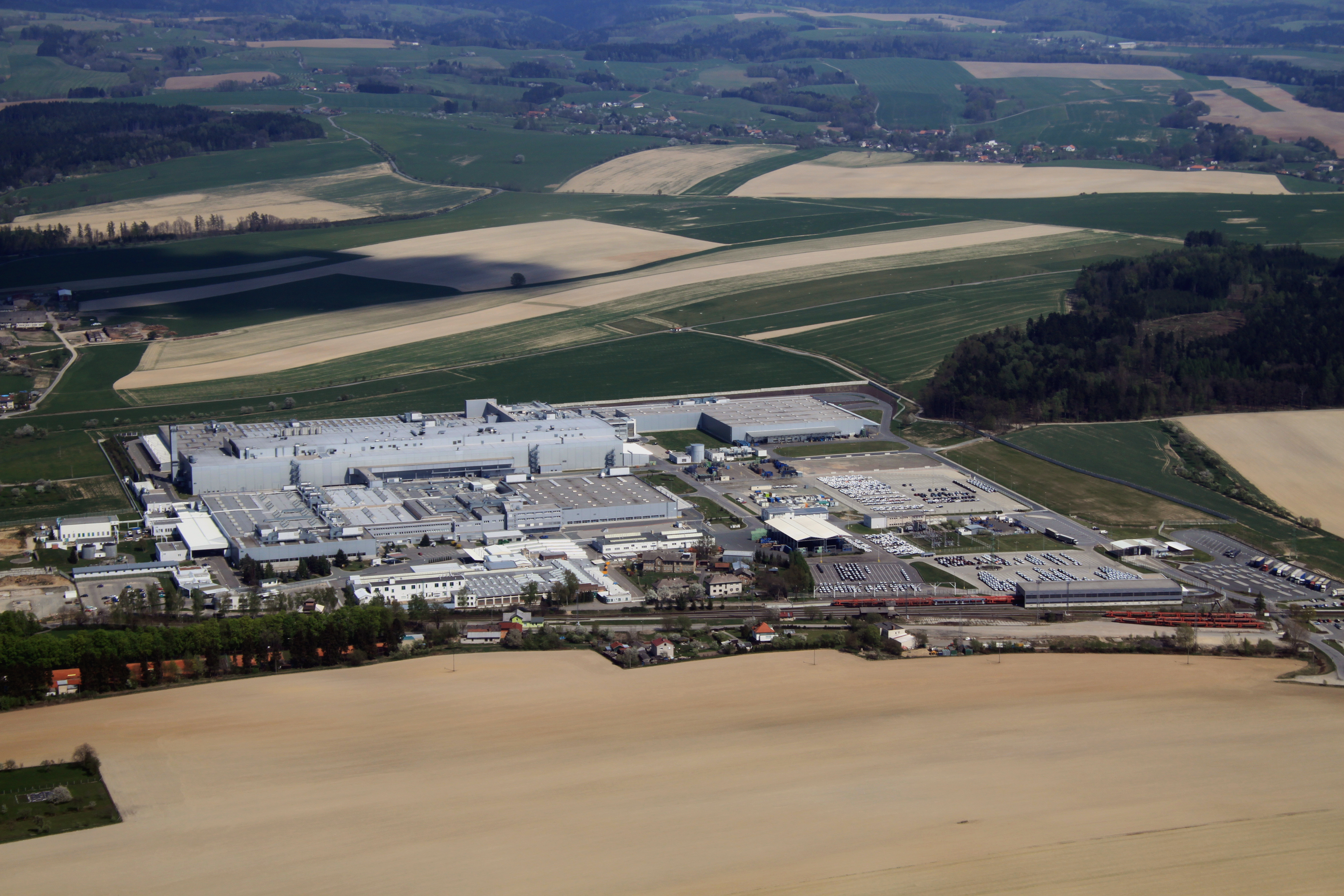
Завод Škoda Auto (Квасіни)

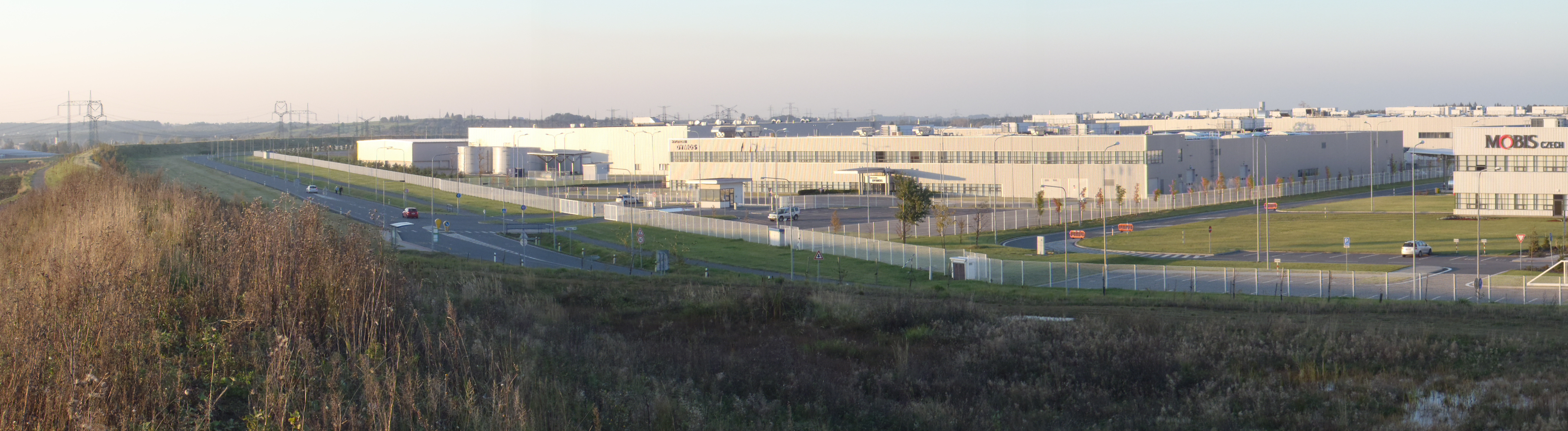
Завод Hyundai Motor Manufacturing Czech (Ношовіце)

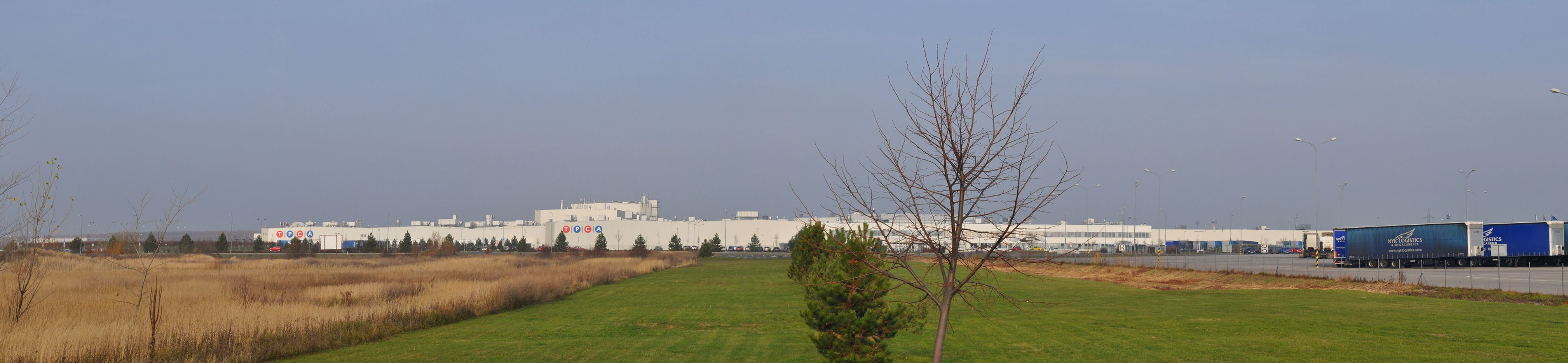
Завод Toyota Motor Manufacturing Czech Republic (Колін)

| Рік  | Обсяг виробництва |
| ---- | ----------------- |
| 1950 | 31,000            |
| 1960 | 75,000            |
| 1970 | 169,920           |
| 1980 | 233,112           |
| 1990 | 242,000           |
| 1995 | 216,000           |
| 2000 | 455,492           |
| 2005 | 602,237           |
| 2010 | 1,076,384         |
| 2011 | 1,199,845         |
| 2012 | 1,178,995         |
| 2013 | 1,132,931         |
| 2014 | 1,251,220         |
| 2015 | 1,303,603         |
| 2016 | 1,349,896         |
| 2017 | 1,419,993         |
| 2018 | 1,442,884         |
| 2019 | 1,433,963         |
| 2020 | 1,159,151         |
| 2021 | 1,111,432         |
| 2022 | 1,224,456         |
| 2023 | 1,404,501         |